# Commonwealth Games 2022/Teilnehmer (Kiribati)
| Gelbes Symbol für Goldmedaillen mit stilisierten Olympischen Ringen | Graues Symbol für Silbermedaillen mit stilisierten Olympischen Ringen | Braundes Symbol für Bronzemedaillen mit stilisierten Olympischen Ringen |
| ------------------------------------------------------------------- | --------------------------------------------------------------------- | ----------------------------------------------------------------------- |
| —                                                                   | —                                                                     | —                                                                       |

Kiribati nahm mit sechs Athleten (sechs Männer) an den Commonwealth Games 2022 teil. Es war die insgesamt siebte Teilnahme an Commonwealth Games.

## Teilnehmer nach Sportarten

### Boxen
| Athleten     | Wettbewerb        | 1. Runde      | 1. Runde | Achtelfinale  | Achtelfinale  | Viertelfinale | Viertelfinale | Halbfinale    | Halbfinale    | Finale        | Finale        | Rang |
| Athleten     | Wettbewerb        | Gegner        | Ergebnis | Gegner        | Ergebnis      | Gegner        | Ergebnis      | Gegner        | Ergebnis      | Gegner        | Ergebnis      | Rang |
| ------------ | ----------------- | ------------- | -------- | ------------- | ------------- | ------------- | ------------- | ------------- | ------------- | ------------- | ------------- | ---- |
| Eriu Temakau | Fliegengewicht    | -             | -        | L. Mulligan   | 0:5           | ausgeschieden | ausgeschieden | ausgeschieden | ausgeschieden | ausgeschieden | ausgeschieden | 9    |
| Betero Aaree | Federgewicht      | J. Commey     | 0:5      | ausgeschieden | ausgeschieden | ausgeschieden | ausgeschieden | ausgeschieden | ausgeschieden | ausgeschieden | ausgeschieden | 17   |
| Timon Aaree  | Halbweltergewicht | R. Lynch      | RSC      | ausgeschieden | ausgeschieden | ausgeschieden | ausgeschieden | ausgeschieden | ausgeschieden | ausgeschieden | ausgeschieden | 17   |
| Toaua Bangke | Weltergewicht     | J. Vatamootoo | 2:3      | ausgeschieden | ausgeschieden | ausgeschieden | ausgeschieden | ausgeschieden | ausgeschieden | ausgeschieden | ausgeschieden | 17   |

### Gewichtheben
| Athleten       | Wettbewerb | Reißen  | Reißen | Stoßen  | Stoßen | Zweikampf | Zweikampf | Rang |
| Athleten       | Wettbewerb | Gewicht | Rang   | Gewicht | Rang   | Gewicht   | Rang      | Rang |
| -------------- | ---------- | ------- | ------ | ------- | ------ | --------- | --------- | ---- |
| Ruben Katoatau | - 67 kg    | 114 kg  | 5      | 144 kg  | 5      | 258 kg    | 6         | 6    |

### Leichtathletik
| Athleten     | Wettbewerb | 1. Runde | 1. Runde | Halbfinale    | Halbfinale    | Finale        | Finale        | Rang |
| Athleten     | Wettbewerb | Zeit     | Rang     | Zeit          | Rang          | Zeit          | Rang          | Rang |
| ------------ | ---------- | -------- | -------- | ------------- | ------------- | ------------- | ------------- | ---- |
| Lataisi Mwea | 100 m      | 11,33 s  | 8        | ausgeschieden | ausgeschieden | ausgeschieden | ausgeschieden | 68   |